# Oza-Cesuras

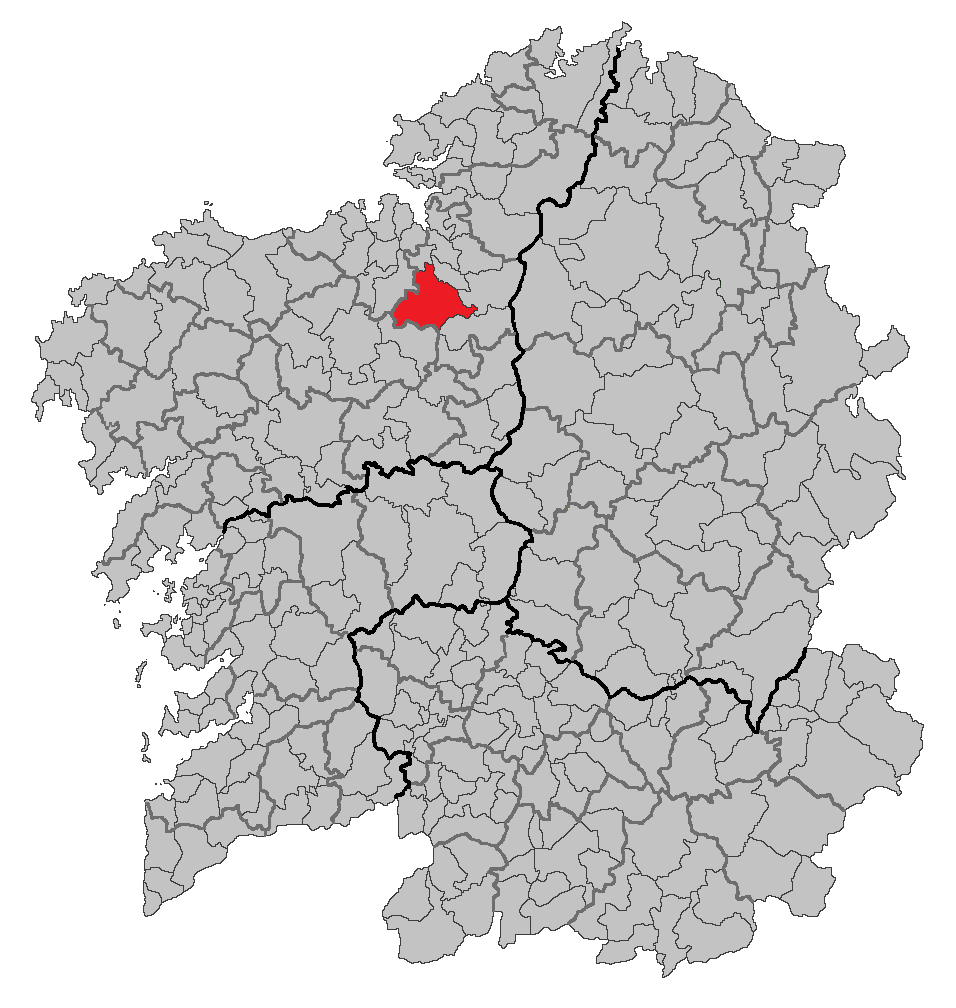
Vị trí của Oza-Cesuras in Galicia.

Oza-Cesuras là một đô thị trong tỉnh A Coruña, Galicia, Tây Ban Nha. Dân số 5401 (Spanish 2012 Census), diện tích là 151,8 km².
Đô thị Oza-Cesuras được lập năm 2013 từ các đô thị cũ Oza dos Ríos và Cesuras.